# 青木嵩山堂
青木嵩山堂（あおきすうざんどう）は、明治時代から大正時代にかけて、大阪と東京に事務所・店舗を構えていた総合出版社。

## 概要
青木恒三郎（あおきつねさぶろう、1863年 - 1926年）によって創業された。大阪心斎橋にて明治10年（1877年）から大正10年（1922年）にかけて営業。東京では日本橋に店舗をもっていた:71。当時の資と高さにおいて「東の博文館、西の嵩山堂」と言われ、当時の代表的総合出版社であり、当時にしてはめずらしくロゴをつけていた。「岩にたつライオン」である。東京に進出した時期は丁度、木版口絵全盛期にあたり、口絵がついた単行本を出版した点数は一番多いかも知れず、鏑木清方の口絵がある単行本凡そ200冊の内、3分の1は嵩山堂から出版されている。清方の他に、木版口絵を描いた画家に井川洗厓、稲野年恒、梶田半古、久保田米僊、公文菊仙、小島沖舟、小堀鞆音、小峰大羽、坂田耕雪、鈴木錦泉、武内桂舟、富岡永洗、中野春郊、中村洗石、浜田如洗、鰭崎英朋、水野年方、宮川春汀、山崎年信がいた。
同社は出版社であると同時に印刷所でもあり、小売りも兼ね、大正四年版発行目録には約5300点の大量の書目が掲載され、出版範囲も多岐にわたっていた。帝国大学や高等教育界の教科書の出版においても、学術書ならびに教育書の出版として名声と評価を得ていた。後世に残る名作も多く、その多くは一般読者向けだった。同社の発行目録には、他社の出版物も多く含んでおり、発行目録はいわば国内外の書籍を扱い、明治時代に広く読まれた西洋書の多くを取り扱っていた。膨大な国内出版物の総合取扱目録となっており、目録による書籍販売を行い、通販目録であったと考えられる。直接読者に通信販売を行っており、図書流通のパイオニアであり通信販売の元祖と言える。
青木恒三郎の曾孫・青木育志の論文「明治の出版社・青木嵩山堂のこと」によると、志賀直哉や谷崎潤一郎の作品に青木嵩山堂が実名で登場していた（志賀直哉『暗夜行路』、谷崎潤一郎『幼少時代』）。

## 代表的出版物
代表的出版物としては、明治18年（1885年）刊行の同社編『世界旅行万国名所図絵』、明治21年（1888年）刊行の上田維暁『内国旅行日本名所図絵』が出版社としての地位を確固たるものとした。『世界旅行万国名所図絵』は7巻あり、本文は文字も挿絵もすべて洋紙銅板摺で、針金を使った袋とじにされている。当時の擬似洋装本を踏襲した作りであるが、これほどまでに緻密な銅版画を全冊にちりばめ、きらびやかな造本は類を見ない。銅版画家には中井利山、長瀬盛松がいた。その内容は東京・横浜へ寄り米国に渡り、世界一周の後中国を経て神戸・大阪に帰帆する旅に書店主自らが誘う趣向である。『内国旅行日本名所図絵』7巻を引き続き刊行。細密な銅版挿絵は変わらぬ出来栄えであった。決して高値ではなく、一冊一冊手作りの美本が広く流布した事は出版史に残るであろう。
出版の柱の一つは文芸出版であり、幸田露伴『五重塔』の初版出版は永久に記録され誇るべきとの意見も根強い。その他有名なものに、村上浪六『当世五人男』、末広重恭（末広鉄腸）『雪中梅』がある。作家的には、村上浪六（50冊以上）の他、江見水蔭（30冊以上）、小栗風葉（20冊以上）、山田美妙（10冊以上）、幸田露伴（10冊以上）、末広鉄腸（10冊以上）、稲岡奴之助（10冊以上）などの作品の出版が多い。
文芸出版以外でめぼしいものとしては、山田美妙『言文一致作例』『新体詩歌作法』、田口卯吉『日本開化之性質』、上田貞治郎編訳『分邦詳密万国地図』（出版として最初期の地図帳）、箸尾寅之助（上田竹翁）編訳『新訳和英辞書』（最初期の和英辞典）、箸尾竹軒（上田竹翁）『手風琴独案内』、成瀬仁蔵『女子教育』（日本女子大学創設につながる書）の刊行、松平定信編『集古十種』（全85巻の大シリーズ）の再刊などがある。
同社はこの他、小学校などの教科書や美術木版画も手がけていた。前者の遺産は大阪書籍株式会社に、後者の遺産は芸艸堂（うんそうどう）に受け継がれている。
出版目録には、他社出版社のものも取扱いされ、黒岩涙香『巌窟王』、尾崎紅葉の『金色夜叉』、国木田独歩の『武蔵野』、新渡戸稲造の『邦文・武士道』、福沢諭吉『修業立志編』なども記載されていた:86-88。

## 経営者親族
青木恒三郎の親族には著作や関西財界で活躍したものが多い。父親の上田文斎（号は維暁）は漢方医であり文人で、『内国旅行日本名所図絵』を執筆した。長兄は朝鮮に渡り料亭を経営し成功した野々村藤助（本名は謙吉）であり、次兄は戦前を代表する写真材料商の一人で文人・著作家の上田貞治郎（号は松翁）である。また弟には、幼少時に鴻池家の別家の嗣子となり、その後和英辞書の編纂やピクトリアリスム研究で知られた上田竹翁（本名は寅之助）がいる。姪にはファッションデザイナーの上田安子がいる。

## 衰退
明治20年代から出版社・取次・書店という近代出版流通システムが整備され始め、大阪においても東京の出版社の取次ができるようになった。結果、地方の小売店が少数注文にも応じることができるようになり、取次としての商売が成り立つようになった。
当時の大阪においては大抵の出版社と書店は直接取引をしており、出版社や有力書店が取次を兼ねていた。しかし明治30年代には大阪にも近代出版流通システムが普及していった。青木嵩山堂は衰退の一途を辿り、また息子や娘婿が跡を継がなかったこともあり、大正10年ごろに廃業した。大阪出版組合創設者の1人であり、初代会長だった彼がこの商売に見切りをつけた事は大阪出版界のためにも多大の損失であった:94。

## 関連著書
- 脇村要太郎『大阪出版六十年のあゆみ』大阪出版協同組合、1956年
- 湯川松太郎『上方の出版と文化』上方出版文化会、1960年
- 橋爪紳也監修『心斎橋筋の文化史』心斎橋筋商店街振興組合、1997年
- 「近代大阪の出版事情」『大阪春秋』第128号、2007年10月号
- 「肥田皓三座談」『芸能懇話』第20号、2009年11月号
- 吉川登編『近代大阪の出版』創元社、2010年、ISBN 978-4422201528
- 林哲夫編『書影でたどる関西の出版１００』創元社、2010年、ISBN　978-4422201535